# Energia nucleare

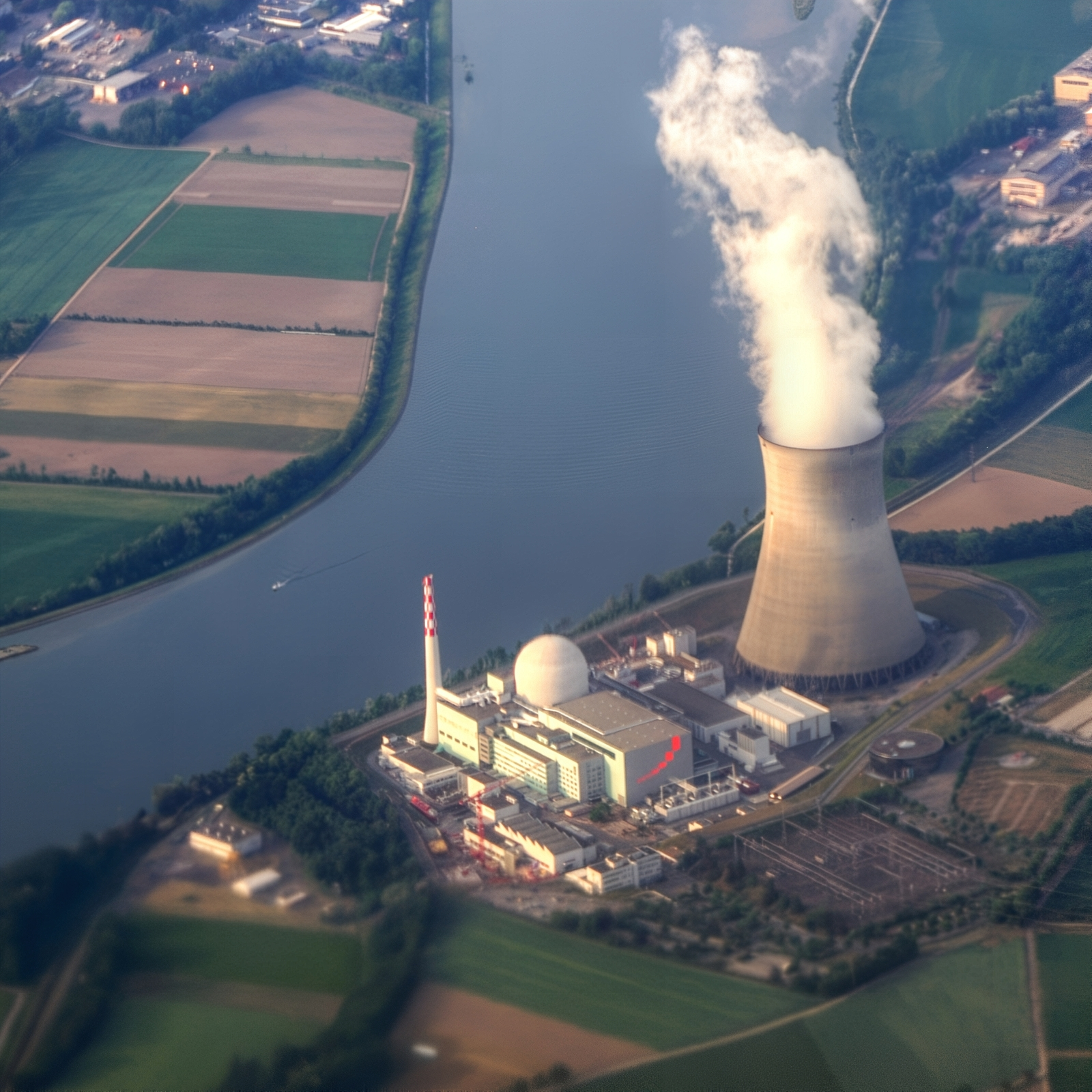
Vista aerea della centrale nucleare a Leibstadt, in Svizzera che emette vapore acqueo dalla torre di raffreddamento. La centrale produce in media 25 milioni di chilowattora al giorno, una quantità sufficiente ad alimentare una città grande quanto Boston.

L'energia nucleare o energia atomica è l'energia liberata dalle reazioni nucleari e dal decadimento radioattivo sotto forma di energia elettromagnetica e cinetica. Questa energia è sfruttata da numerose tecnologie nucleari e ha una particolare rilevanza nel settore energetico; infatti comunemente ci si riferisce all'energia nucleare come a quella liberata in modo controllato nelle centrali nucleari per la produzione di energia elettrica. In una centrale l'energia nucleare viene liberata dalla fissione del combustibile (isotopi di uranio e plutonio) nel reattore e qui convertita in energia termica sfruttabile per la produzione di energia elettrica. È in fase di ricerca la possibilità di sfruttare per scopi energetici anche le reazioni di fusione nucleare.
Al 2020 l'energia nucleare costituisce circa il 10% della produzione di energia elettrica globale, ed è stata la seconda fonte di energia a basse emissioni di carbonio dopo quella idroelettrica. È diffusa in 32 stati che ospitano 442 reattori nucleari a fissione per una capacità installata di 392,6 GW. Ci sono inoltre 53 reattori in costruzione e 98 in programma, con una capacità rispettivamente di 60 GW e 103 GW e principalmente in Asia. Gli Stati Uniti d'America hanno la maggior quantità di reattori nucleari, che generano ogni anno più di 800 TWh di elettricità a basse emissioni con un fattore di capacità medio del 92%. Il fattore di capacità globale medio per l'energia nucleare è dell'89%.
L'energia nucleare è una delle fonti di energia più sicure in termini di morti per unità di energia prodotta. Il carbone, il petrolio, il gas naturale e l'energia idroelettrica hanno tutte causato più morti per unità di energia generata rispetto al nucleare, per via dell'inquinamento atmosferico e degli incidenti. L'incidente più grave avvenuto in un impianto nucleare è quello di Černobyl' in Ucraina (allora Unione Sovietica) nel 1986, seguito dal disastro di Fukushima provocato da un maremoto nel 2011 e dal più contenuto incidente di Three Mile Island avvenuto negli Stati Uniti nel 1979.
C'è da tempo un dibattito sull'energia nucleare. I sostenitori, come la World Nuclear Association, affermano che l'energia nucleare è una fonte sicura e sostenibile che ridurrebbe le emissioni di anidride carbonica. Di contro, gli oppositori, come Greenpeace e NIRS, affermano che l'energia nucleare pone molte minacce alla popolazione e all'ambiente e, come anche sostenuto dall'IPCC nel Sixth Assessment Report, la costruzione di impianti è troppo cara e lenta rispetto alle fonti di energia sostenibili, se la consideriamo come fonte per raggiungere gli obiettivi 2030 ma conveniente e necessaria per raggiungere il Net-Zero fissato al 2050.
Il nucleare è regolamentato dall'Agenzia internazionale per l'energia atomica (AIEA o IAEA), che si occupa di promuovere l'utilizzo pacifico di questa forma di energia e di impedirne l'utilizzo per scopi militari, svolgendo funzioni di sorveglianza e controllo sulla sicurezza degli impianti esistenti e quelli in corso di realizzazione o progettazione.

## Storia

### Origini
La storia dell'energia nucleare ha inizio con le scoperte sul decadimento radioattivo avvenute nel 1896 da Henri Becquerel e Marie Curie, mentre lavoravano con materiali fosforescenti. Questi materiali, che brillano al buio dopo l'esposizione alla luce, sono molto diversi dai materiali fluorescenti, i quali brillano al buio mentre sono esposti a fonti luminose invisibili ai nostri occhi. Becquerel sospettava che il bagliore prodotto dai tubi catodici una volta spenti, potesse essere associato alla fosforescenza indotta dalla presenza dei raggi X. Quindi prese vari sali fosforescenti e li avvolse nella carta, dopodiché avvolse il tutto con una lastra fotografica. Tutti i sali non lasciavano un'impronta nella lastra fotografica, eccezion fatta per i sali di uranio. Questi, che non brillavano al buio, provocavano un annerimento della lastra nonostante fossero avvolti nella carta, come se la lastra fosse stata esposta alla luce. Divenne presto chiaro che l'annerimento della lastra non aveva nulla a che fare con la fosforescenza, poiché l'annerimento era prodotto anche dai sali non fosforescenti dell'uranio.
Ulteriori ricerche di Becquerel, Ernest Rutherford, Paul Villard, Pierre Curie, Marie Curie e altri hanno mostrato che questa forma di radioattività era significativamente più complicata rispetto ai raggi X appena scoperti. Rutherford fu il primo a rendersi conto che tutti questi elementi decadono secondo la stessa formula matematica esponenziale e che molti processi di decadimento portavano alla trasmutazione di un elemento in un altro. Successivamente, la legge di spostamento radioattivo di Fajans e Soddy venne formulata per descrivere i prodotti del decadimento alfa e beta.
La scoperta della fissione nucleare avvenne nel 1938 a seguito degli studi di Ernest Rutherford basati sulla teoria della relatività di Albert Einstein. Infatti, fu quest'ultimo a intuire nel 1905, che l'energia e la massa sono due manifestazioni della materia e li equiparò con la famosa formula {\displaystyle E=mc^{2}}. Subito dopo la scoperta del processo di fissione, ci si rese presto conto che un nucleo atomico in fissione può indurre ulteriori fissioni di ulteriori nuclei, generando così una reazione a catena autosufficiente. Nel 1939 Lise Meitener fornisce la prima esatta definizione di fissione nucleare. Una volta che ciò fu confermato sperimentalmente nel 1939, gli scienziati di molti paesi chiesero ai loro governi di sostenere la ricerca sulla fissione nucleare, proprio all'inizio della seconda guerra mondiale, per lo sviluppo di un'arma nucleare. Questi sforzi di ricerca, complessivamente noti come Progetto Manhattan, hanno portato sia alla realizzazione del primo reattore sperimentale-dimostrativo funzionante da parte di Enrico Fermi, il Chicago Pile-1, sia alle successive vicende belliche della seconda guerra mondiale con lo sgancio delle bombe atomiche su Hiroshima e Nagasaki.

### La guerra fredda

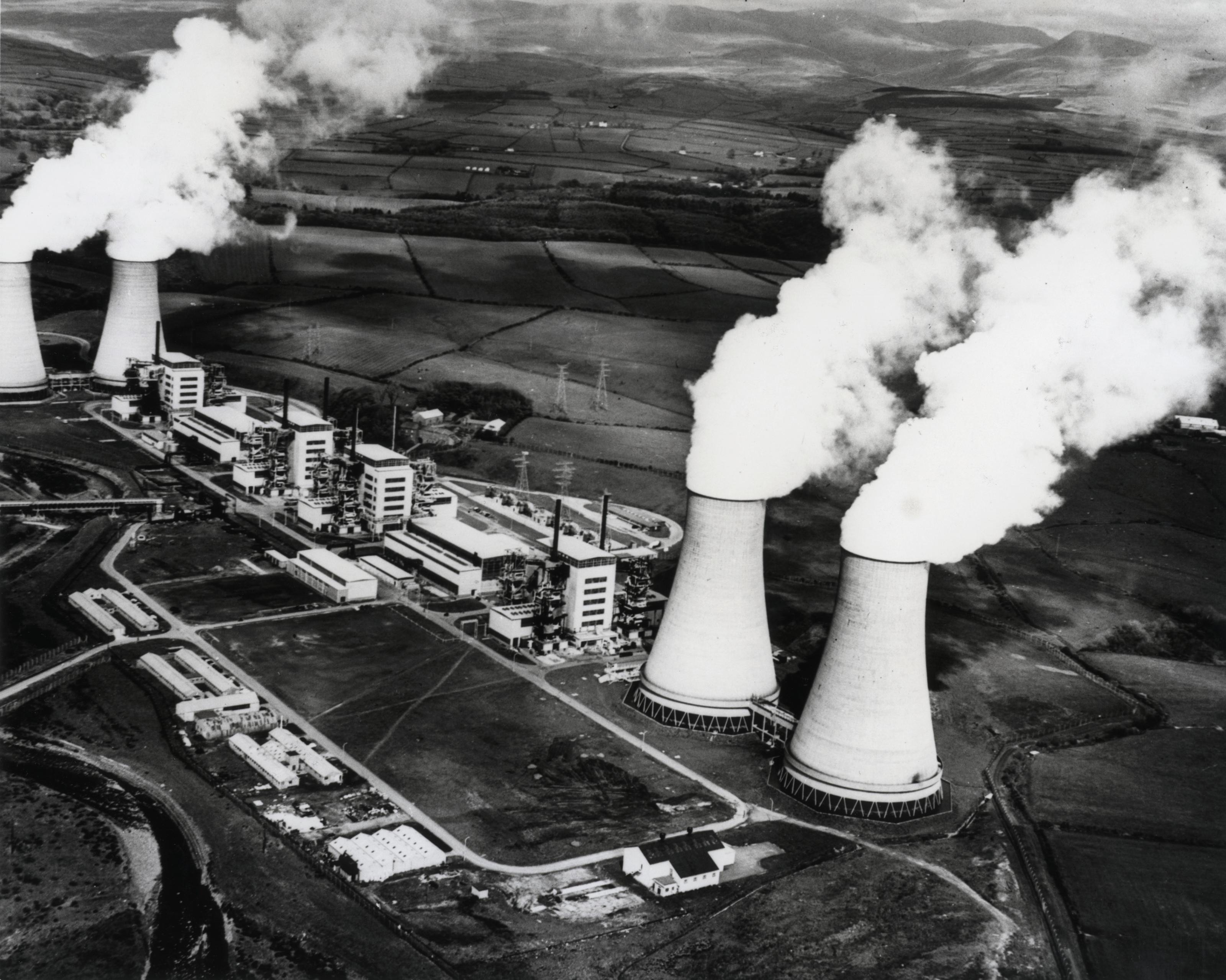
La centrale nucleare di Calder Hall aperta nel 1956 è stata la prima centrale nucleare commerciale

Nonostante la natura militare delle prime tecnologie nucleari, gli anni '40 e '50 furono caratterizzati da un forte ottimismo per il potenziale dell'energia nucleare di fornire energia a basso costo e senza fine. Infatti, l'elettricità è stata generata per la prima volta da un reattore nucleare il 20 dicembre 1951, presso la stazione sperimentale EBR-I nell'Idaho, che inizialmente produceva circa 100 kW. Nel 1953, il presidente americano Dwight D. Eisenhower tenne il suo discorso "Atomi per la pace" alle Nazioni Unite, sottolineando la necessità di sviluppare rapidamente usi "pacifici" dell'energia nucleare. Seguì l'Atomic Energy Act del 1954 che consentì una rapida declassificazione della tecnologia dei reattori statunitensi e incoraggiò lo sviluppo da parte del settore privato.
Il 27 giugno 1954, la centrale nucleare di Obninsk in Unione Sovietica è diventata la prima centrale nucleare al mondo a generare elettricità per una rete elettrica, producendo circa 5 MW di energia elettrica. La prima centrale nucleare commerciale al mondo, Calder Hall a Windscale, in Inghilterra, è stata collegata alla rete elettrica nazionale il 27 agosto 1956. In comune con una serie di altri reattori di prima generazione, l'impianto aveva il duplice scopo di produrre elettricità e plutonio-239, quest'ultimo per il nascente programma di armi nucleari in Gran Bretagna. I primi gravi incidenti nucleari furono il disastro di Kyštym alla centrale nucleare Majak in Unione Sovietica e l'incendio di Windscale nel Regno Unito, entrambi nel 1957.
Un altro grave incidente avvenne nel 1968, quando uno dei due reattori raffreddati a metallo liquido a bordo del sottomarino sovietico K-27 subì un guasto all'elemento combustibile, con l'emissione di prodotti di fissione gassosi nell'aria circostante, provocando la morte di 9 membri dell'equipaggio e 83 feriti.
La crisi petrolifera del 1973 ha avuto un effetto significativo su paesi come Francia e Giappone, che avevano fatto più affidamento sul petrolio per la generazione di elettricità. Di conseguenza iniziarono ad investire nell'energia nucleare. Nel 2019 il 71% dell'elettricità francese è stata generata dall'energia nucleare, la percentuale più alta di qualsiasi nazione al mondo.
Verso la metà degli anni '70 l'attivismo anti-nucleare acquisì un fascino e un'influenza più ampi, e l'energia nucleare iniziò a diventare una questione di grande protesta pubblica. L'accresciuta ostilità pubblica nei confronti dell'energia nucleare ha portato a un processo di acquisizione delle licenze più lungo, regolamenti e maggiori requisiti per le attrezzature di sicurezza, che hanno reso le nuove costruzioni molto più costose.

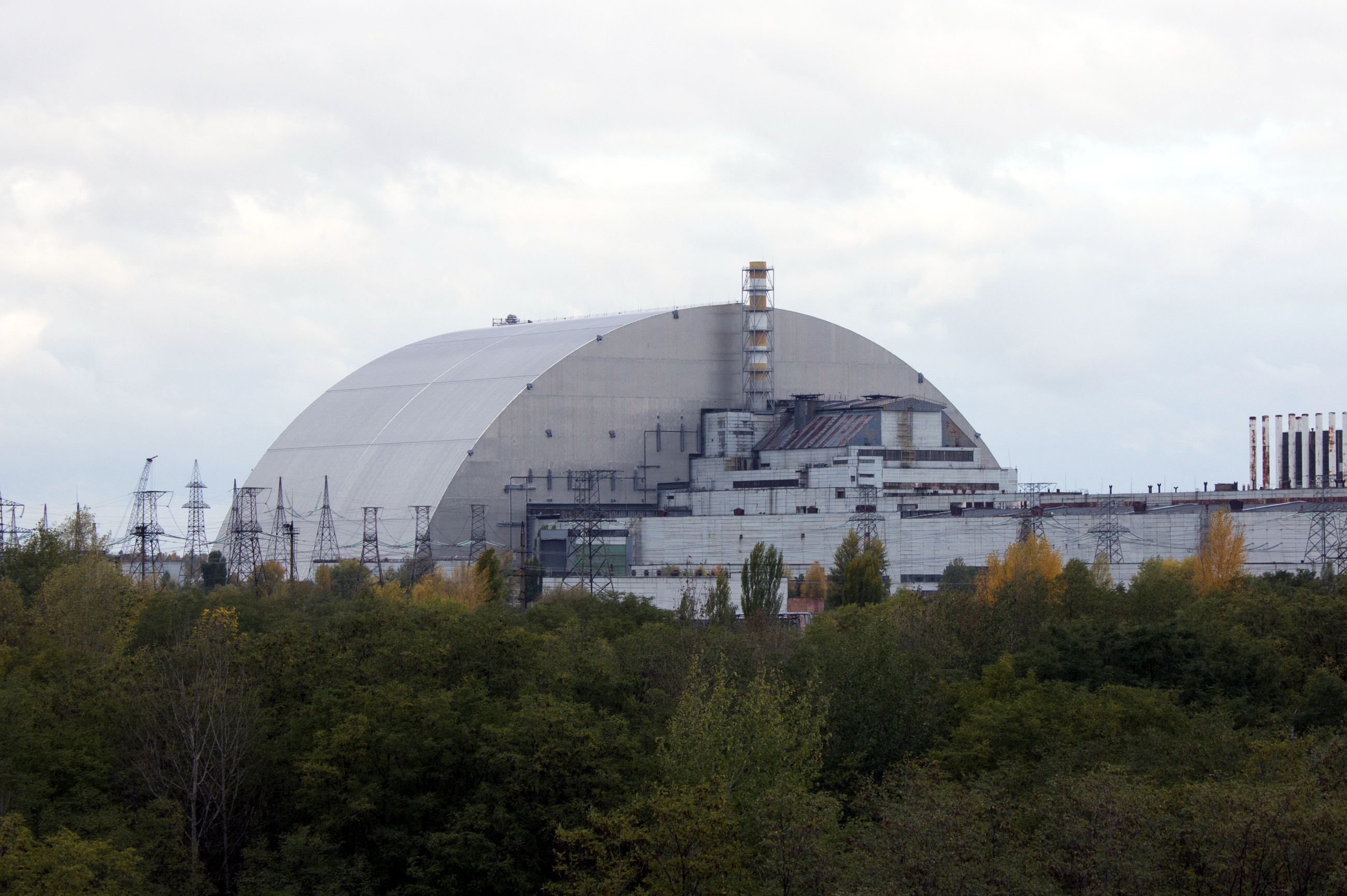
Sarcofago costruito sul reattore della centrale nucleare di Černobyl' per evitare che si disperdano ulteriori radiazioni

Il disastro di Černobyl' in URSS del 1986, che coinvolse un reattore RBMK, modificò lo sviluppo dell'energia nucleare e portò a una maggiore attenzione al rispetto degli standard internazionali di sicurezza e di regolamentazione. È considerato il peggior disastro nucleare della storia sia in termini di vittime totali, con 56 morti dirette, sia finanziariamente, con la pulizia e il costo stimato in 18 miliardi di rubli sovietici (68 miliardi di dollari nel 2019, al netto dell'inflazione). L'organizzazione internazionale per promuovere la consapevolezza della sicurezza e lo sviluppo professionale degli operatori negli impianti nucleari, la World Association of Nuclear Operators (WANO), è stata creata come conseguenza diretta dell'incidente di Černobyl'. Il disastro ha svolto un ruolo importante nella riduzione del numero di nuove costruzioni di impianti negli anni successivi. Influenzata da questi eventi, l'Italia ha votato contro il nucleare in un referendum del 1987, diventando il primo paese a eliminare completamente l'energia nucleare nel 1990.

### Età contemporanea
All'inizio degli anni 2000, ci si aspettava una serie di investimenti sia pubblici che privati, a causa delle preoccupazioni sulle emissioni di anidride carbonica. Durante questo periodo, i reattori di nuova generazione, come l'EPR, hanno iniziato la costruzione, anche se hanno riscontrato problemi e ritardi e hanno superato notevolmente il budget.
I piani per un rinascimento nucleare fallirono nel 2011, a seguito del disastro nucleare di Fukushima Dai-ichi. Il disastro è stato causato da un grande tsunami innescato dal terremoto del Tōhoku, uno dei più grandi terremoti mai registrati. La centrale nucleare di Fukushima Dai-ichi ha subito tre crolli del nucleo a causa del guasto del sistema di raffreddamento di emergenza per mancanza di alimentazione elettrica. Ciò ha provocato l'incidente nucleare più grave dal disastro di Chernobyl. L'incidente ha indotto un riesame della sicurezza nucleare e della politica in materia di energia nucleare in molti paesi. La Germania ha approvato i piani per chiudere tutti i suoi reattori entro il 2022 e molti altri paesi hanno rivisto i loro programmi di energia nucleare. A seguito del disastro, il Giappone ha spento tutti i suoi reattori nucleari, alcuni dei quali in modo permanente, e nel 2015 ha iniziato un processo graduale per riavviare i restanti 40 reattori.
Entro il 2015, le prospettive dell'IAEA per l'energia nucleare erano diventate più promettenti, riconoscendo l'importanza della generazione di energia a basse emissioni di carbonio per mitigare il cambiamento climatico. A partire dal 2021, era prevista la costruzione di oltre 50 reattori nucleari in tutto il mondo, la Cina però ha costruito un numero significativamente inferiore di reattori rispetto a quanto originariamente previsto.

### Progetti futuri

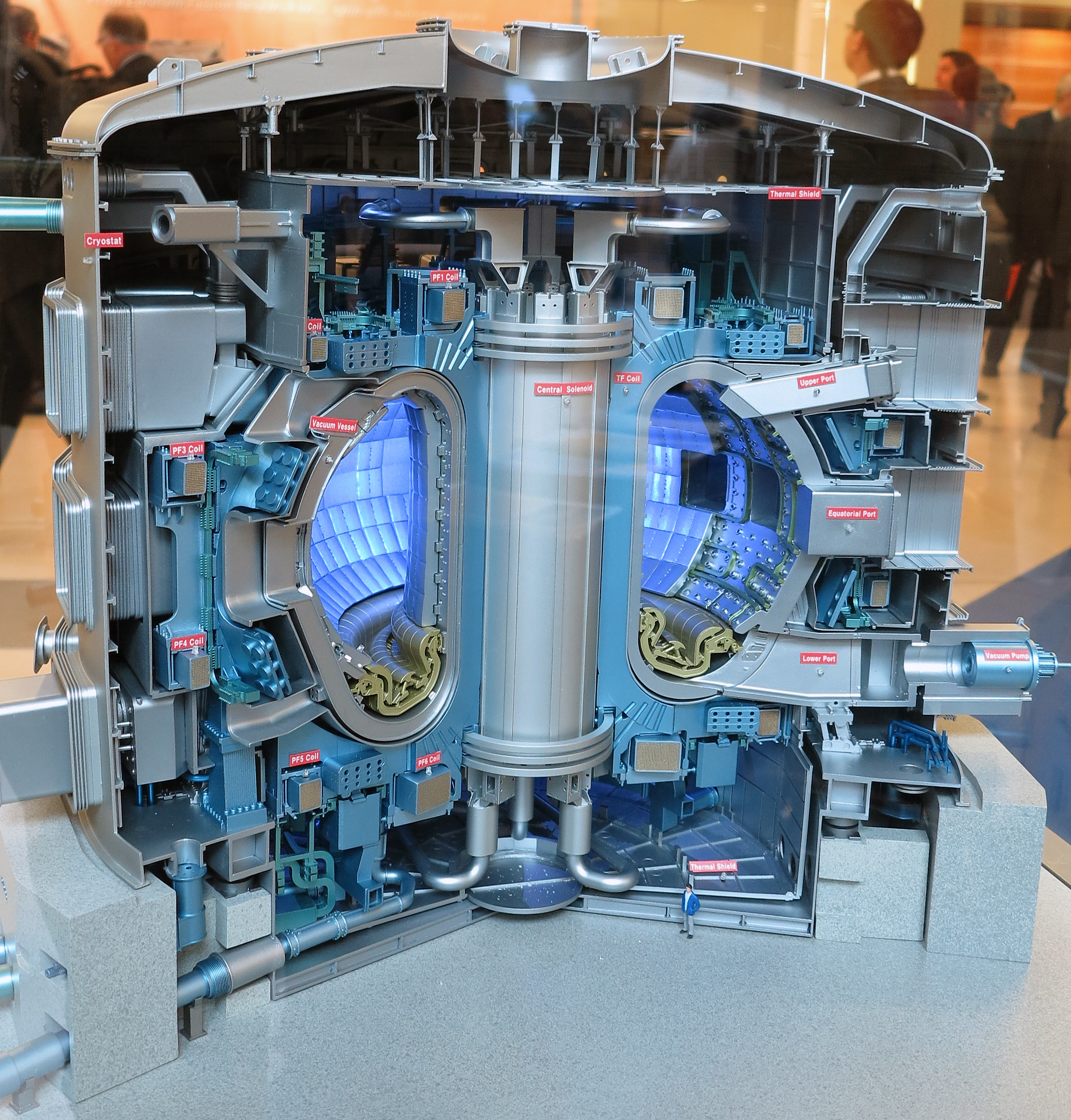
Modello in scala del reattore a fusione Tokamak, usato da ITER

Il 24 ottobre 2007 è stato avviato un progetto internazionale di nome ITER che si prefigge la costruzione di un reattore nucleare a fusione per il 2025 e per il 2035 di sostenere la prima reazione di fusione nucleare controllata. Il progetto successore, DEMO, darà vita alla prima centrale nucleare a fusione del mondo dalla quale sarà possibile ricavare energia elettrica. La centrale nucleare a fusione sarà realisticamente pronta a partire dal 2050 in poi.
L'annichilazione particella-antiparticella è ancora molto lontana dal suo sfruttamento per la produzione di energia elettrica, anche se viene attualmente usata in medicina diagnostica attraverso la tomografia ad emissione di positroni (PET).

## Principi fisici
In fisica e chimica nucleare, per reazioni nucleari s'intendono tutte quelle reazioni che coinvolgono trasformazioni nei nuclei degli atomi. Esse comprendono la fissione nucleare, la fusione nucleare, il decadimento radioattivo e l'annichilazione particella-antiparticella.

### Fissione nucleare

Schema di una fissione nucleare. L'atomo di uranio-235 (particella ^{235}U) viene colpito da un neutrone (particella piccola), trasformandosi in uranio-236. Questo è un isotopo instabile e si scinde, con la produzione di: energia (raggi gialli), prodotti di fissione (kripton-92 e bario-141) e 3 neutroni

La fissione nucleare è una reazione di disintegrazione che consiste nel rompere il nucleo di un atomo, composto da una certa quantità di particelle subatomiche, per ottenerne frammenti composti da una minore quantità di particelle. La reazione utilizza un neutrone per colpire il nucleo di un atomo pesante, come ad esempio quello dell'uranio-235, il quale si spacca in due frammenti e lascia liberi altri due o tre neutroni (mediamente 2,5), che hanno un'elevata energia cinetica. Questi neutroni possono colpire altri nuclei di uranio-235 e generare così una reazione a catena.
La somma delle masse dei due frammenti risultanti e dei neutroni emessi è leggermente minore di quella del nucleo originario e del neutrone che lo ha fissionato: la massa mancante si è trasformata in energia. Quando un nucleo di uranio-235 si spacca, circa lo 0,1% della massa del nucleo viene trasformata in energia di fissione, che è circa 200 MeV. A parità di energia prodotta, 1 g di uranio consumato corrisponde a circa 2800 kg di carbone, senza la produzione di gas serra tipica della combustione del carbone.
Gli atomi che possono sostenere una reazione di fissione nucleare sono chiamati combustibili nucleari e si definiscono fissili. I combustibili nucleari più usati sono l'uranio-235 e il plutonio-239, che si scompongono in una gamma di elementi chimici con masse atomiche comprese tra 95 e 135 e che vengono definiti prodotti di fissione. La maggior parte dei combustibili nucleari può andare incontro a fissione spontanea solo molto lentamente, decadendo per periodi che vanno da millenni a eoni. In un reattore nucleare o in un'arma nucleare invece, la stragrande maggioranza degli eventi di fissione è indotta dal bombardamento con un neutrone, la quale avviene molto velocemente.

### Fusione nucleare

Schema di una fusione nucleare. Il deuterio (^{2}H) e il trizio (^{3}H) vengono fusi per formare elio (^{4}He), 1 neutrone e 17,6 MeV di energia

La fusione nucleare è una reazione in cui due o più nuclei atomici vengono combinati tra loro a formarne uno più pesante. Affinché questa reazione avvenga, è necessario che gli atomi si urtino a velocità molto elevate. Questo significa che la loro energia cinetica, e di conseguenza la loro temperatura, dev'essere molto alta. Nell'universo, queste condizioni si verificano nelle stelle: la fusione nucleare è il processo fisico che le fa brillare e che permette loro di emanare calore.
La temperatura da raggiungere se si vuole fondere artificialmente una miscela di deuterio-trizio in elio è di circa 100 milioni di gradi. A tali temperature gli atomi tendono a dissociarsi formando una miscela di ioni definita plasma. A temperature così alte, il problema principale diventa quello di confinare il plasma e, siccome in natura non esistono recipienti che possano resistere a quelle condizioni, si deve ricorrere al confinamento magnetico. Questo è il concetto che c'è dietro ITER e al suo tokamak.
Nel nucleo del Sole la temperatura media è di 14 milioni di gradi, ma le reazioni di fusione nucleare avvengono ugualmente grazie all'elevata pressione dovuta alla gravità. Anche nel Sole gli atomi coinvolti nella fusione sono principalmente idrogeno, deuterio e trizio, anche se nelle altre stelle è possibile osservare la fusione di atomi più pesanti. Questa caratteristica è sfruttata dagli astronomi per datare l'età delle stelle: una stella giovane fonde idrogeno o elio all'interno del suo nucleo, mentre una stella più vecchia usa carbonio, azoto o ossigeno. Questa ipotesi è alla base della spiegazione per la generazione degli atomi come il ferro, che originariamente erano assenti nell'universo.
Un processo di fusione nucleare che produce nuclei più leggeri del ferro-56 o del nichel-62 generalmente rilascia energia, mentre la fusione di nuclei più pesanti rilascia una quantità di energia inferiore a quella investita nella fusione e dunque la reazione risultante è endotermica. Ciò significa che gli elementi più leggeri, come l'idrogeno e l'elio, sono in genere più fusibili; mentre gli elementi più pesanti, come uranio, torio e plutonio, sono più fissili. L'evento astrofisico estremo di una supernova può produrre energia sufficiente per fondere i nuclei in elementi più pesanti del ferro.
La percentuale di massa trasformata in energia, definita energia da fusione, si aggira attorno all'1%.

### Decadimento radioattivo
Per decadimento radioattivo si intende un insieme di processi fisici, attraverso cui i nuclei atomici instabili tendono a perdere l'energia in eccesso attraverso l'emissione di radiazioni. Un materiale contenente nuclei instabili è considerato radioattivo. I tipi più comuni di decadimento sono chiamati decadimento α, decadimento β e decadimento γ. Il decadimento radioattivo è un processo stocastico a livello dei singoli atomi e, secondo la teoria dei quanti, è impossibile prevedere quando un particolare atomo decadrà, indipendentemente da quanto tempo esiste l'atomo. Tuttavia, per un numero significativo di atomi identici, il tasso di decadimento complessivo può essere espresso come una costante di decadimento o come emivita. Le emivite degli atomi radioattivi hanno una vasta gamma di tempistiche; da quasi istantanea a molto più lunga dell'età dell'universo.
- Nel decadimento α, gli atomi instabili emettono particelle α per ridurre la loro energia interna. Queste particelle sono composte da 2 protoni e 2 neutroni e sono a tutti gli effetti dei nuclei di atomi di elio. Solitamente, ad utilizzare questo metodo di decadimento sono gli atomi pesanti, come ad esempio l'uranio-238 che decade in torio-234. Questo tipo di decadimento avviene perché l'energia di legame dei nucleoni si riduce man mano che aumentano le dimensioni del nucleo. Eccezionalmente, tuttavia, il berillio-8 decade in due particelle alfa. Il decadimento alfa è di gran lunga la forma più comune di decadimento a grappolo, in cui l'atomo genitore espelle nucleoni, lasciando dietro di sé un altro prodotto ben definito. Generalmente per proteggersi da questo tipo di radiazioni basta lo strato di cellule morte che compongono l'epidermide o addirittura un foglio di carta.
- Nel decadimento β, gli atomi instabili emettono particelle β, trasformandosi in un atomo più stabile con lo stesso numero di nucleoni (isobaro). Il decadimento β consiste nella trasformazione di un neutrone in un protone (decadimento β-) o viceversa (decadimento β+), che è accompagnata dall'emissione di particelle β cariche come l'elettrone o il positrone e il neutrino o l'antineutrino. Né la particella β, né la sua associata antiparticella esistono nei nuclei, ma vengono create dal decadimento come conseguenza della forza nucleare debole, che è caratterizzata da tempi di decadimento relativamente lunghi. Un esempio di atomo che si stabilizza attraverso questo tipo di decadimento è il carbonio-14 che trasmuta ad azoto-14, più stabile. La costante di decadimento di questa reazione è di 5730 anni. Per proteggersi da questo tipo di radiazioni serve un sottile strato metallico.
- Nel decadimento γ, gli atomi instabili possono emettere particelle α o particelle β, generando nuclei atomici ancora instabili che hanno bisogno di un secondo tipo di decadimento per stabilizzarsi. Questo secondo decadimento avviene tramite l'emissione di un fotone ad alta energia che ricade nel campo dei raggi γ. Un esempio di atomo che segue questo decadimento è il cobalto-60, che trasmuta a nichel-60* tramite decadimento β, il quale si trasforma in nichel-60 tramite emissione di raggi γ. La scrittura nichel-60* indica che l'atomo è eccitato elettronicamente. Per proteggersi da questo tipo di radiazioni servono pareti spesse di cemento armato o di piombo: gli atomi pesanti, come ad esempio il piombo, assorbono bene queste frequenze di onde elettromagnetiche. La materia, soprattutto quella organica è completamente permeabile a questo tipo di radiazioni e dunque rappresentano un enorme pericolo per la salute dei viventi.

Altri tipi di decadimento sono la fissione spontanea, l'emissione di neutroni, l'emissione di protoni, la cattura di elettroni o il decadimento a cluster, che hanno ulteriori meccanismi di decadimento. In generale, nell'universo esistono elementi chimici stabili e instabili, che sono chiamati radionuclidi. I radionuclidi, per stabilizzarsi, decadono seguendo diversi percorsi a seconda della loro massa o del loro volume. Per una lista dei radionuclidi vedere lista di nuclidi o tabella di nuclidi.

### Annichilazione particella-antiparticella
In fisica, l'annichilazione è il fenomeno che accade quando una particella incontra la sua antiparticella. In questo caso entrambe le masse vengono annullate e trasformate in energia secondo la famosa formula di Albert Einstein, E=mc2. Praticamente, 1 g di materia che viene annichilita da 1 g di antimateria produce 1,8×1014 J di energia, paragonabile a 10 volte l'energia rilasciata dalla bomba atomica Little Boy. A parità di materia utilizzata (1 g), la combustione di petrolio produce 4,2×104 J e la fusione dell'idrogeno a formare elio dà 1,3×1012 J, praticamente l'annichilazione è 40 miliardi di volte più energetica della combustione del petrolio e circa 100 volte più energetica della fusione nucleare.
Sebbene sia un processo che coinvolge anche particelle non nucleari, come ad esempio l'elettrone e il positrone, può coinvolgere anche protoni, neutroni e le loro relative antiparticelle (antiprotone e antineutrone) e rientra dunque tra le reazioni nucleari.

## Centrali nucleari

Schema di una centrale con un reattore nucleare ad acqua pressurizzata (PWR)

Le centrali nucleari sono centrali termoelettriche che generano elettricità sfruttando l'energia termica prodotta dalla fissione nucleare. Una centrale nucleare a fissione è generalmente composta da un reattore nucleare (in cui avvengono le reazioni nucleari che generano calore in maniera controllata), un sistema di raffreddamento (che rimuove il calore dall'interno del reattore), una turbina a vapore che trasforma il calore in energia meccanica e un generatore elettrico, che trasforma l'energia meccanica in energia elettrica.
Quando un neutrone colpisce il nucleo di un atomo di uranio-235 o di plutonio, provoca la fissione del nucleo in due nuclei più piccoli. Tale fissione libera energia sotto forma di calore e altri neutroni che a loro volta possono colpire altri nuclei di uranio o plutonio, causando nuove reazioni di fissione, portando così alla cosiddetta reazione a catena.  Nella maggior parte dei reattori commerciali, il tasso di reazione è controllato da barre di moderazione che assorbono i neutroni in eccesso. La controllabilità dei reattori nucleari dipende dal fatto che una piccola frazione di neutroni risultanti dalla fissione sono "ritardati". Il ritardo tra la fissione e il rilascio dei neutroni rallenta i cambiamenti nei tassi di reazione e dà il tempo di muovere le barre di controllo per regolare il tasso di reazione.
Il combustibile nucleare più diffuso è l'uranio arricchito (cioè con una percentuale di uranio-235 maggiore del uranio naturale), ma è possibile utilizzare anche il plutonio-239 nel combustibile MOX.

## Ciclo del combustibile

### Risorse di uranio

Proporzioni degli isotopi uranio-238 (blu) e uranio-235 (rosso) trovate nell'uranio naturale e nell'uranio arricchito (enriched uranium) per diverse applicazioni (uso civile e uso militare). I reattori ad acqua leggera usano 3-5% di uranio arricchito, mentre i reattori CANDU lavorano con l'uranio naturale.

L'uranio è un elemento relativamente comune nella crosta terrestre, circa quanto lo stagno o il germanio e circa 40 volte più comune dell'argento. L'uranio è presente come oligoelemento in molte rocce, nella terra e nell'acqua dell'oceano, ma è generalmente viene estratto in maniera economica solo dove è presente in elevate concentrazioni. L'estrazione di uranio può essere sotterranea, a cielo aperto, o tramite lisciviazione in situ. Un numero crescente di miniere di maggiore rendimento sono operazioni sotterranee da remoto, come la miniera di McArthur River, in Canada, che da sola rappresenta il 13% della produzione globale. Al 2011 le risorse globali note di uranio, estraibili al tetto arbitrario fissato a 130 dollari al kg, erano sufficienti per durare dai 70 ai 100 anni. Nel 2007, l'OECD, assumendo il consumo di quel periodo, aveva stimato per tutte le risorse convenzionali e per i minerali di fosfato un totale di 670 anni di estrazioni economicamente convenienti.
I reattori ad acqua leggera sfruttano il combustibile in modo relativamente inefficiente, usando solamente l'uranio-235 che è un isotopo molto raro. Il riprocessamento può rendere i rifiuti riutilizzabili e i reattori moderni possono avere un utilizzo delle risorse più efficiente di quelli più vecchi. Con un ciclo del combustibile puro da reattore veloce con il consumo di tutto l'uranio e degli attinoidi (che attualmente costituiscono le sostanze più pericolose degli scarti nucleari), si stima una quantità di uranio nelle risorse convenzionate e nei minerali di fosfato per circa 160 000 anni al prezzo di 60–100 $/kg. Tuttavia, il riprocessamento è costoso, possibilmente pericoloso e potrebbe essere utilizzato per produrre armi nucleari. Un'analisi ha trovato che i prezzi dell'uranio potrebbero aumentare di due ordini di grandezza tra il 2035 e il 2100 e che ci potrebbe essere carenza di uranio alla fine del secolo. Uno studio del 2017 di ricercatori del MIT e di WHOI trovò che "all'attuale tasso di consumo, le riserve globali convenzionali di uranio terrestre (approssimativamente 7,6 milioni di tonnellate) potrebbero essere esaurite nel corso di poco più di un secolo". La fornitura limitata di uranio-235 potrebbe impedire uno sviluppo sostanziale con le attuali tecnologie. Sebbene si stiano esplorando vari modi per ridurre la dipendenza da queste risorse, nuove tecnologie nucleari sono da considerarsi non disponibili per mitigare il cambiamento climatico o per competere con le rinnovabili, oltre ad essere più costose e a richiedere ricerca e sviluppo. Uno studio trovò che era incerto se le risorse identificate saranno sviluppate in tempo da fornire combustibile ininterrottamente alle strutture nucleari ampliate e varie forme di estrazione potrebbero entrare in conflitto con barriere ecologiche e economiche. I ricercatori riportano anche la considerevole dipendenza dall'importazione di energia nucleare.
Tuttavia, esistono anche risorse di uranio non convenzionali. L'uranio è naturalmente presente nell'acqua di mare a una concentrazione di circa 3 microgrammi al litro, con 4,4 miliardi di tonnellate di uranio considerate presenti nell'acqua di mare ad ogni momento. Nel 2014 fu suggerito che sarebbe stato economicamente competitivo produrre combustibile dall'acqua di mare se il processo fosse implementato su larga scala. Come i combustibili fossili, su tempi geologici, l'urano estratto dall'acqua di mare su larga scala sarebbe riempito nuovamente sia dall'erosione dei fiumi sia dal processo naturale dell'uranio disciolto dalla superficie del fondale oceanico; entrambi i meccanismi mantengono gli equilibri di solubilità della concentrazione dell'acqua di mare a un livello stabile. Alcuni commentatori sostengono che questo è un punto a favore per considerare l'energia nucleare tra le fonti di energia rinnovabile.

### Rifiuti nucleari

Composizione tipica del combustibile a diossido di uranio prima e dopo circa 3 anni nel ciclo once-through di un reattore ad acqua leggera.

I rifiuti radioattivi (o rifiuti nucleari) sono prodotti durante la normale attività delle centrali nucleari e durante lo smantellamento delle stesse. Ci sono due grandi categorie di rifiuti, divise in basso livello e alto livello. La prima ha radioattività bassa e comprende oggetti contaminati, che pongono una minaccia limitata. Il rifiuto di alto livello è principalmente il combustibile esausto dei reattori nucleari che è molto radioattivo e va raffreddato prima di essere stoccato in sicurezza o riprocessato.

#### Rifiuti di alto livello
La categoria di rifiuti radioattivi più grande è il combustibile nucleare esaurito, che è considerato un rifiuto di alto livello. Per i reattori ad acqua leggera, o LWR, il combustibile esaurito è tipicamente composto dal 95% di uranio, dal 4% di prodotti di fissione e da circa l'1% di attinoidi transuranici (soprattutto plutonio, nettunio e americio). Il plutonio e gli altri transuranici sono responsabili della maggior parte della radioattività a lungo termine, mentre i prodotti di fissione sono responsabili della maggior parte della radioattività a breve termine.

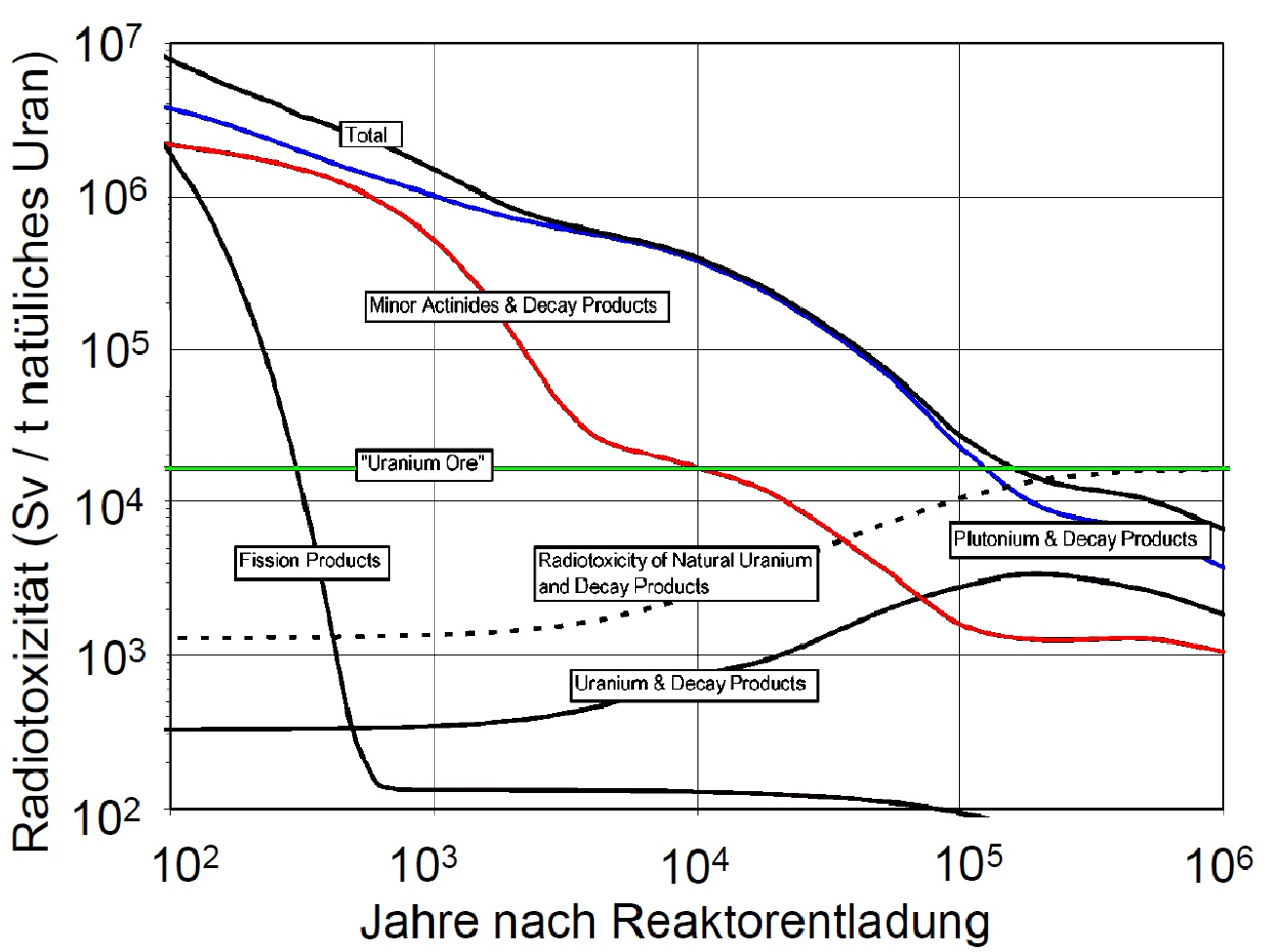
Attività di combustibile UOx esausto confrontata con l'attività dei minerali di uranio naturali.

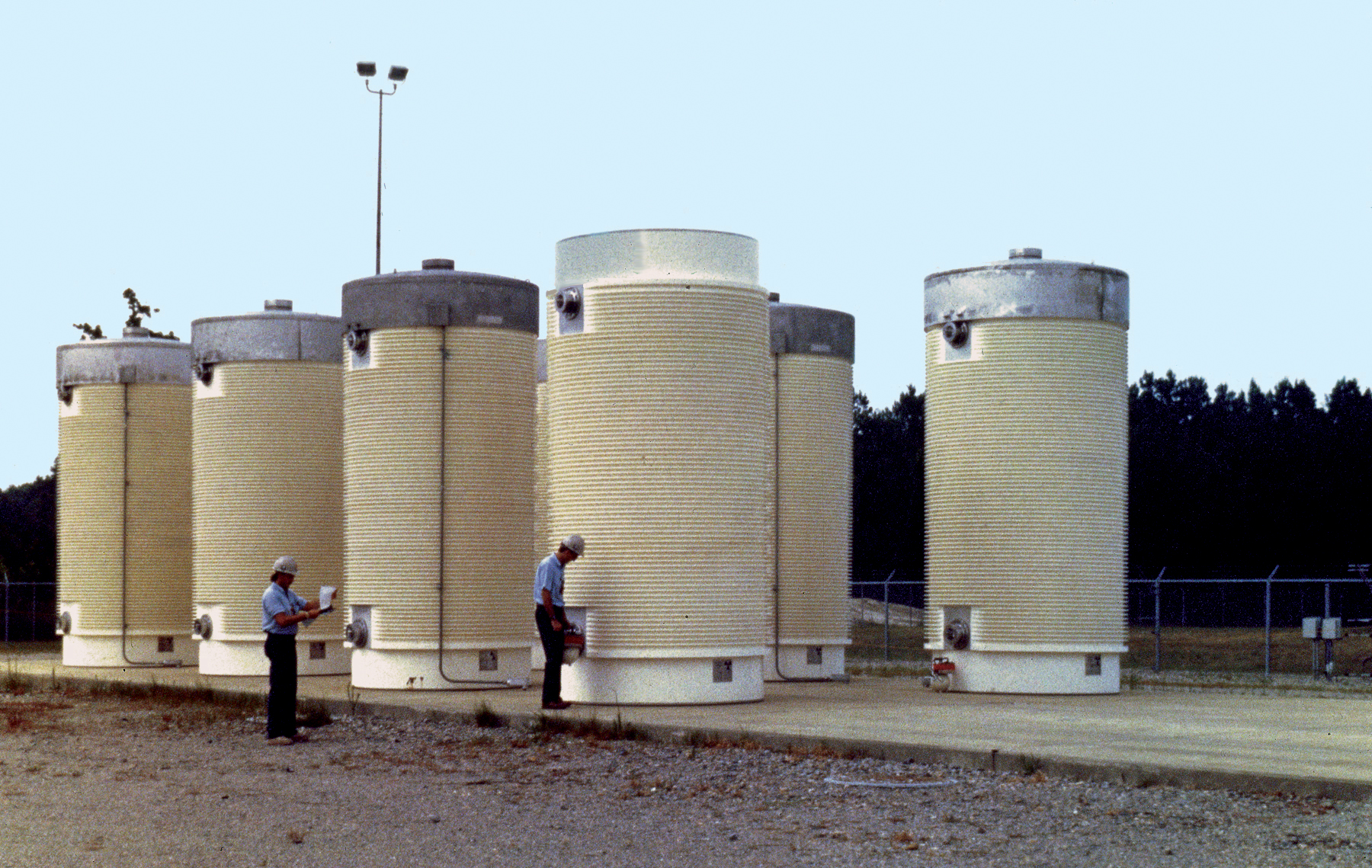
Recipienti a tenuta stagna per lo stoccaggio di gruppi di barre di combustibile esausto (spent fuel assembly). I recipienti sono detti CASTOR, acronimo di cask for storage and transport of radioactive material.

I rifiuti di alto livello richiedono di essere trattati, gestiti e isolati dall'ambiente esterno. Queste operazioni presentano sfide dovute al fatto che questi materiali rimangono potenzialmente pericolosi per periodi estremamente lunghi. Questo è dovuto ai prodotti di fissione di vita lunga come il tecnezio-99 (vita media di 220000 anni) e iodio-129 (vita media di 15,7 milioni di anni), che dominano la grande maggioranza dei termini in termini di radioattività, dopo che i prodotti di fissione con breve vita media, più radioattivi, sono decaduti in elementi stabili, che prende circa 300 anni. A causa della diminuzione esponenziale di radioattività nel tempo, l'attività del combustibile nucleare esausto si riduce del 99.5% dopo 100 anni. Dopo circa 100000 anni, il combustibile esausto diventa meno radioattivo dei minerali di uranio naturale. I metodi più comuni per isolare dalla biosfera i rifiuti con lunga vita media comprendono la separazione e la trasmutazione, trattamenti synroc, o stoccaggio in depositi geologici profondi.
I reattori a neutroni termici, che attualmente costituiscono la maggior parte dei reattori in attività, non possono consumare il plutonio che viene generato dai reattori. Questo limita la vita del combustibile nucleare a pochi anni. In alcune nazioni, come gli Stati Uniti, il combustibile esausto è classificato nella sua interezza come rifiuto nucleare. In altre nazioni, come la Francia, buona parte di esso viene riprocessato per produrre un combustibile riciclato, chiamato combustibile ossido misto o MOX. Per il combustibile esausto che non subisce il riprocessamento, gli isotopi più rilevanti sono gli elementi transuranici, che hanno un'emivita intermedia, il maggioritario dei quali è il plutonio (24000 anni). Alcuni progetti di reattori proposti, come il reattore veloce integrale o il reattore a sali fusi, possono usare come combustibile il plutonio e altri attinoidi prodotti dai reattori ad acqua leggera. Questa possibilità offre un'alternativa promettente ai depositi geologici profondi.

##### Rubbiatron
Il ciclo del torio produce prodotti di fissione simili, anche se crea in proporzione molto minore elementi transuranici da eventi di cattura neutronica all'interno di un reattore. Il torio esausto, anche se più difficile da gestire dell'uranio esaurito, può presentare rischi di proliferazione un po' più bassi.

#### Rifiuti di basso livello
L'industria nucleare produce anche un grande volume di rifiuti di basso livello, con bassa radioattività, nella fattispecie oggetti contaminati come indumenti, attrezzi manuali, resine per depurare l'acqua e (al momento dello smantellamento) i materiali con cui è costruito il reattore stesso. I rifiuti a basso livello possono essere immagazzinati in loco fino a quando i livelli di radiazione sono abbastanza bassi da essere smaltiti come rifiuti ordinari, oppure possono essere inviati a un sito di smaltimento di rifiuti a basso livello.

#### Produzione di rifiuti radioattivi dalle fonti di energia
Nei paesi dove viene usata l'energia nucleare, i rifiuti radioattivi rappresentano meno dell'1% del totale dei rifiuti tossici di origine industriale, la maggior parte dei quali rimane pericolosa per lunghi periodi. In generale, l'energia nucleare produce molti meno rifiuti per volume rispetto agli impianti basati sui combustibili fossili. Le centrali a carbone, in particolare, producono grandi quantità di ceneri tossiche e leggermente radioattive, come conseguenza della concentrazione dei materiali radioattivi naturalmente presenti nel carbone. Un rapporto del 2008 dell'Oak Ridge National Laboratory concluse che l'energia prodotta dal carbone di fatto porta a rilasciare nell'ambiente più materiali radioattivi rispetto alle centrali nucleari, e che la dose di radiazioni efficace delle radiazioni provenienti da impianti a carbone è 100 volte maggiore di quella dovuta alle operazioni delle centrali nucleari. Sebbene a parità di peso la cenere del carbone sia molto meno radioattiva del combustibile nucleare esausto, il carbone produce cenere in quantità molto maggiori per unità di energia generata. Inoltre viene rilasciata direttamente nell'ambiente come cenere volante, mentre le centrali nucleari hanno varie schermature che proteggono l'ambiente dalla fuoriuscita di materiali radioattivi.
Il volume delle scorie nucleari è piccolo se comparato con l'energia prodotta. Per esempio, la centrale nucleare di Yankee Rowe, che nel suo periodo di attività trentennale ha generato 44 miliardi di chilowattora di elettricità, ha prodotto una quantità di combustibile esausto che è stata contenuta in sedici recipienti. Alcune stime riportano che per produrre la fornitura di energia necessaria per l'intera vita di una persona con uno standard di vita occidentale (circa 3 GWh), sia necessario un volume di uranio a basso arricchimento pari a quello di una lattina, da cui risulta un volume di combustibile esausto analogo.

#### Smaltimento dei rifiuti

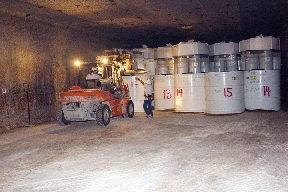
Recipienti di scorie nucleari generate dagli Stati Uniti durante la guerra sono immagazzinate sottoterra presso la Waste Isolation Pilot Plant (WIPP) del Nuovo Messico. La struttura è una dimostrazione di come possa venire stoccato il combustibile nucleare dei reattori ad uso civile

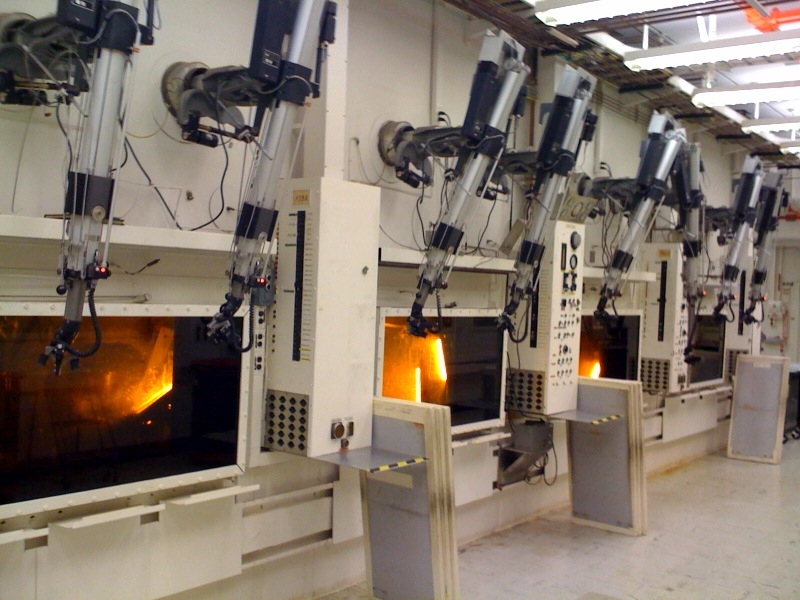
La maggior parte dei contenimenti delle scorie, la chimica del riciclo del carburante sperimentale in piccola scala e il raffinamento radiofarmaceutico vengono condotti all'interno di celle calde gestite da remoto.

Dopo un temporaneo stoccaggio in un'apposita piscina di disattivazione, le barre di combustibile esausto di una tipica centrale nucleare sono spesso immagazzinati in situ in contenitori a tenuta stagna (dry cask storage). Attualmente, le scorie sono principalmente stoccate nei siti dei reattori e ci sono più di 430 luoghi nel mondo dove il materiale radioattivo può e continua ad essere accumulato.
Lo smaltimento delle scorie è spesso considerato l'aspetto più politicamente divisivo di tutto il ciclo di vita di una centrale nucleare. Un esempio di deposito naturale è il reattore naturale di Oklo in Gabon che non ha subito smottamenti per 2 miliardi di anni. Gli esperti sostengono che i depositi sotterranei centralizzati che siano ben gestiti, custoditi e monitorati, sarebbero un grande miglioramento. C'è un "consenso internazionale sull'auspicabilità di immagazzinare le scorie nucleari in depositi geologici profondi". Con l'avvento di nuove tecnologie, sono stati proposti altri metodi come il cosiddetto smaltimento con trivellazioni orizzontali (horizontal drillhole disposal) in aree geologiche inattive.
Nessun deposito sotterranei per i rifiuti di alto livello su scala commerciale è operativo. Tuttavia, in Finlandia è in costruzione il deposito geologico di Onkalo vicino alla centrale nucleare di Olkiluoto.
Tra le altre soluzioni, anche le nanotecnologie si sono dimostrate estremamente efficaci per il contenimento, trattamento e successiva rimozione dei rifiuti radioattivi. Nello specifico, è fatto uso di nanoadsorbitori di varie tipologie, funzionalizzati e migliorati per una maggior selettività nei confronti di specifici radionuclidi.

## Diffusione
Reattori in funzione, nuovi reattori in costruzione
     Reattori in funzione, nuovi reattori in considerazione
     Nessun reattore in funzione, nuovi reattori in costruzione
     Nessun reattore in funzione, nuovi reattori in considerazione
     Reattori in funzione, situazione stabile
     Reattori in funzione, in considerazione la loro chiusura
     L'energia nucleare non è legale
     Nessun reattore

La situazione delle centrali nucleari nel mondo a oggi:
Reattori in funzione, nuovi reattori in costruzione
Reattori in funzione, nuovi reattori in considerazione
Nessun reattore in funzione, nuovi reattori in costruzione
Nessun reattore in funzione, nuovi reattori in considerazione
Reattori in funzione, situazione stabile
Reattori in funzione, in considerazione la loro chiusura
L'energia nucleare non è legale
Nessun reattore

L'energia nucleare nel 2020 ha fornito 2553 TWh di energia elettrica, equivalenti a circa il 10% della produzione globale. L'energia nucleare è diffusa in 32 stati che insieme ospitano 442 reattori nucleari per una capacità installata pari a circa 393 GW. Gli Stati Uniti d'America, con 93 reattori operativi, sono i maggiori produttori di energia nucleare al mondo, seguiti dalla Francia, che con 56 reattori attivi copre con l'energia nucleare oltre il 70% del fabbisogno nazionale di energia elettrica.
La potenza nucleare installata a livello globale è in continua crescita, al 2020 sono infatti in costruzione 52 reattori nucleari e 28 paesi hanno espresso interesse o iniziato il programma per lo sviluppo dell'energia nucleare nazionale della IAEA. La maggior parte dei nuovi reattori è in costruzione in Asia, in particolare in Cina. Nel 2022 l'energia nucleare è stata inserita tra le fonti di energia promosse dalla tassonomia dell'Unione europea per la finanza sostenibile.

## Economia
Il costo dell'energia nucleare rispetto alle altri fonti energetiche è esprimibile attraverso il costo livellato dell'energia, o LCOE (dall'inglese levelized cost of energy), che è il costo medio di generazione di un chilowattora elettrico (kWh) da parte di una certa tipologia di impianto nel corso del suo esercizio. Nel caso delle centrali nucleari circa il 70% del LCOE è dovuto ai costi di capitale della costruzione della centrale, compresi i costi finanziari, il 20% circa è dovuto invece ai costi del combustibile nucleare, mentre il restante 10% copre i costi di operatività, di smaltimento dei rifiuti radioattivi e di smantellamento.
L'LCOE del nucleare è quindi fortemente dipendente dai tassi d'interesse per la costruzione delle centrali, ma relativamente insensibile al prezzo dell'uranio, condizione opposta al caso delle centrali termoelettriche tradizionali il cui LCOE dipende essenzialmente dal prezzo dei combustibili fossili impiegati. Nonostante nel ciclo del combustibile nucleare la spesa per la sua fabbricazione sia ingente, il costo del combustibile nucleare rimane comunque inferiore rispetto al costo delle fonti fossili per chilowattora di elettricità generata e ciò è dovuto all'enorme contenuto energetico del combustibile nucleare rispetto al combustibile fossile. I costi per mantenere operative le centrali nucleari tendono ad essere più alti di quelli per gli impianti a combustibile fossile a causa della complessità tecnica e delle questioni normative che sorgono durante il funzionamento dell'impianto. I costi per lo smantellamento degli impianti e delle scorie sono inclusi nelle tariffe applicate dalle compagnie elettriche. A partire dal XXI secolo il costo dell'energia nucleare, prima più conveniente rispetto a quella proveniente da centrali a carbone, ha iniziato a crescere e ciò è dovuto sostanzialmente all'introduzione di maggiori sistemi di sicurezza nella centrali. Con l'introduzione della carbon tax l'energia nucleare, avendo una bassa impronta carbonica, ha ottenuto un vantaggio competitivo rispetto alle fonti fossili.

## Impatto ambientale
Poiché l'energia nucleare è una fonte di energia a basse emissioni di diossido di carbonio e richiede una superficie relativamente piccola (a differenza degli impianti fotovoltaici), può avere un impatto ambientale positivo. Richiede anche un'importante e costante fornitura di acqua e modifica l'ambiente tramite gli scavi. L'impatto negativo potenzialmente maggiore risiede nel rischio della proliferazione delle armi nucleari, nei rischi legati alla gestione dei rifiuti radioattivi, come la contaminazione delle falde acquifere, nei rischi di incidenti e nei rischi legati a eventuali attentati a strutture per lo stoccaggio dei rifiuti e per il riprocessamento o alle centrali nucleari. Tuttavia, questi rischi nella storia si sono concretizzati raramente con pochi disastri che hanno avuto un impatto ambientale significativo.

### Emissioni

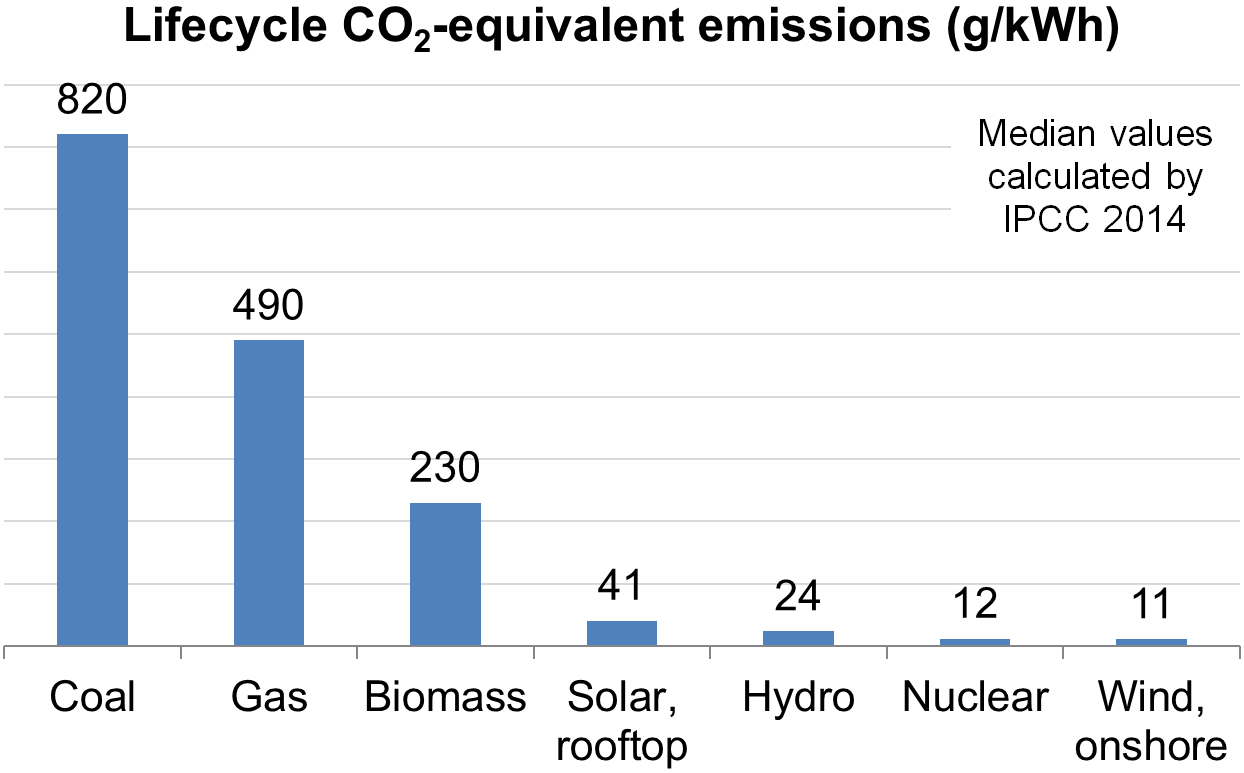
Ciclo delle emissioni dei gas serra delle tecnologie di rifornimento energetico; i valori mediani sono calcolati da IPCC

L'energia nucleare è uno dei principali metodi di produzione di elettricità con basse emissioni di carbonio; in termini dell'intero ciclo vitale delle emissioni di gas serra per unità di energia prodotta, ha valori paragonabili, se non inferiori, rispetto alle fonti di energia rinnovabile. Un'analisi del 2014 sulla letteratura riguardante l'impronta carbonica, condotta dall'Intergovernmental Panel on Climate Change (IPCC) riportò che l'intensità delle emissioni nel ciclo di vita "virtuale" dell'energia nucleare ha un valore mediano di 12 g CO2 eq/kWh, che è il valore minore tra tutte le fonti di energia commerciali al carico di base.
Questo valore va confrontato con il carbone e il gas naturale rispettivamente a 820 e 490 g CO2 eq/kWh. Dall'inizio della sua commercializzazione negli anni 1970 l'energia nucleare ha impedito l'emissione di circa 64 miliardi di tonnellate di CO2 equivalente che sarebbero stati il risultato dell'utilizzo dei combustibili fossili nelle centrali termoelettriche.

### Radiazioni
Globalmente, la dose media proveniente dal fondo di radioattività naturale è pari a 2,4 millisievert all'anno (mSv/a). Varia da 1 mSv/a e 13 mSv/a, a seconda della geologia del luogo. Secondo il comitato UNSCEAR delle Nazioni Unite, le operazioni ordinarie delle centrali nucleari, tra cui il ciclo del combustibile, aumenta questo valore di 0,0002 mSv/a. La dose media dovuta alle centrali in funzione ricevuta dalle popolazioni limitrofe alla struttura è minore di 0,0001 mSv/a. Per confronto, la dose media ricevuta da coloro che si abitano a 50 mi da una centrale a carbone è tre volte maggiore, a 0,0003 mSv/a.
L'incidente di Černobyl' portò, per le popolazioni circostanti più colpite e per il personale, a una dose media iniziale che va dai 50 ai 100 mSv nel corso di ore fino a settimane, mentre l'esposizione media globale dovuta all'incidente è di 0,002 mSv/a ed è in costante diminuzione dal picco iniziale di 0,04 mSv per persona mediato sull'intera popolazione dell'emisfero settentrionale nel 1986, l'anno dell'incidente.

## Sicurezza

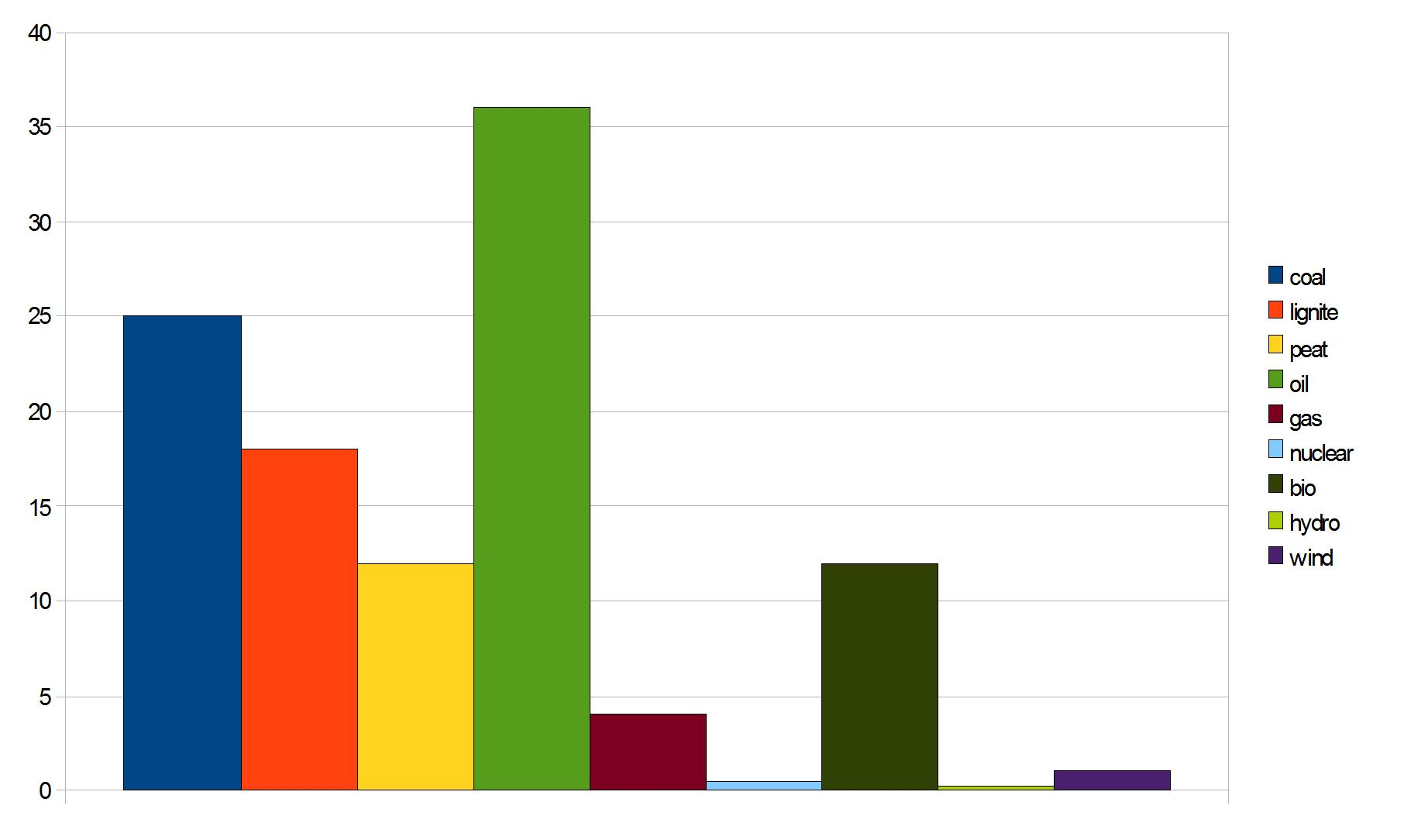
Morti per TWh per fonte di energia considerando l'intero ciclo del combustibile. Legenda (da sinistra verso destra)
-carbone (blu);
-lignite (rosso);
-torba (giallo);
-olio combustibile (verde);
-gas (marrone);
-nucleare (azzurro);
-bioenergie (verde scuro);
-idroelettrico (verde pisello);
-eolico (viola).

Le centrali nucleari hanno tre caratteristiche uniche che influenzano la loro sicurezza, rispetto alle altre centrali. In primo luogo, in un reattore nucleare sono presenti materiali intensamente radioattivi, il cui rilascio nell'ambiente potrebbe essere pericoloso. In secondo luogo, i prodotti di fissione, che costituiscono la maggior parte delle sostanze altamente radioattive nel reattore, continuano a generare una quantità significativa di calore di decadimento anche dopo che la reazione a catena di fissione si è fermata. Se il calore non può essere rimosso dal reattore, le barre di combustibile possono surriscaldarsi e rilasciare materiali radioattivi. In terzo luogo, un incidente di criticità (un rapido aumento della potenza del reattore) è possibile in alcuni modelli di reattore se la reazione a catena non può essere controllata. Queste tre caratteristiche devono essere prese in considerazione quando si progettano i reattori nucleari.
Tutti i reattori moderni sono progettati in modo che un aumento incontrollato della potenza del reattore sia impedito da meccanismi di feedback naturali, un concetto noto come coefficiente di vuoto negativo. Se la temperatura o la quantità di vapore nel reattore aumenta, il tasso di fissione diminuisce. La reazione a catena può anche essere fermata manualmente inserendo barre di controllo nel nucleo del reattore. I sistemi di raffreddamento di emergenza del nocciolo (ECCS, dall'inglese emergency core cooling system) possono rimuovere il calore di decadimento dal reattore se i normali sistemi di raffreddamento falliscono. Se fallisse anche l'ECCS, il rilascio di materiale radioattivo nell'ambientale è limitato da molteplici barriere fisiche anche in caso di incidente. L'ultima barriera fisica è il grande edificio di contenimento.
Con un tasso di mortalità di 0,07 per TWh, l'energia nucleare è la fonte energetica più sicura per unità di energia generata in termini di mortalità, se si considerano i dati storici. L'energia prodotta da carbone, petrolio, gas naturale e energia idroelettrica ha causato più morti per unità di energia generata a causa dell'inquinamento atmosferico e degli incidenti energetici. Questo si riscontra quando si confrontano i decessi immediati da altre fonti di energia con i decessi sia immediati sia latenti, o attesi, indiretti per cancro dovuti agli incidenti nucleari. Quando si confrontano le morti dirette e indirette (comprese le morti derivanti dall'estrazione e dall'inquinamento atmosferico) dovute al nucleare e ai combustibili fossili, è stato calcolato che l'uso dell'energia nucleare ha evitato circa 1,8 milioni di morti tra il 1971 e il 2009, riducendo inoltre la percentuale di energia che altrimenti sarebbe stata generata dai combustibili fossili. Dopo il disastro nucleare di Fukushima del 2011, è stato stimato che se il Giappone non avesse mai adottato il nucleare, gli incidenti e l'inquinamento delle centrali a carbone o a gas avrebbero causato più anni di vita persi.
Gli impatti gravi degli incidenti nucleari spesso non sono direttamente attribuibili all'esposizione alle radiazioni, ma piuttosto agli effetti sociali e psicologici. L'evacuazione e lo spostamento a lungo termine delle popolazioni colpite hanno creato problemi a molte persone, specialmente agli anziani e ai pazienti degli ospedali. L'evacuazione forzata da un incidente nucleare può portare a isolamento sociale, ansia, depressione, problemi medici psicosomatici, comportamento sconsiderato e suicidio. Uno studio generale del 2005 sulle conseguenze del disastro di Chernobyl ha concluso che l'impatto sulla salute mentale è il più grande problema di salute pubblica causato dall'incidente. Frank N. von Hippel, uno scienziato statunitense, ha commentato che la radiofobia, cioè la paura sproporzionata delle radiazioni ionizzanti, potrebbe avere effetti psicologici a lungo termine sulla popolazione delle aree contaminate dopo il disastro di Fukushima. Nel gennaio 2015, il numero di sfollati di Fukushima era di circa 119.000, rispetto a un picco di circa 164.000 nel giugno 2012.

## In breve
Un reattore nucleare funziona tramite una fissione nucleare, che, proietta dei neutroni contro un atomo di uranio dividendolo in altri due atomi e rilasciando altri neutroni che andranno a colpire altri atomi e il processo si ripete. Un reattore nucleare funziona tramite una fissione nucleare, che, proietta dei neutroni contro un atomo di uranio dividendolo in altri due atomi e rilasciando altri neutroni che andranno a colpire altri atomi e il processo si ripete. Il vapore in eccesso delle turbine andrà, per mezzo di tubi, in un condensatore facendola tornare allo stato liquido e rimandata in circolo. Per moderare la potenza del reattore, sono presenti le cosiddette barre di controllo generalmente in costruite in boro. Quando queste barre vengono fatte scendere all'interno del reattore, il boro assorbirà i neutroni che mandano avanti la fissione regolandone la potenza.

## Proliferazione nucleare

Le scorte di armi nucleari degli Stati Uniti e dell'URSS/Russia, dal 1945 al 2006. Il programma Megatons to Megawatts è stata la maggior forza trainante dietro la netta riduzione delle armi nucleari dopo la fine della guerra fredda.

Per proliferazione nucleare si intende la diffusione di armi nucleari, materiale fissile e tecnologia nucleare militare in stati che non possiedono già armi nucleari. Molte tecnologie e materiali associati alla creazione di un programma di energia nucleare ad uso pacifico (ad esempio per la produzione di elettricità) possono anche essere usati per fare armi nucleari. Per questo motivo, l'energia nucleare presenta rischi di proliferazione.
Un programma di energia nucleare può diventare un percorso che porta a un'arma nucleare. Un esempio di questo è la preoccupazione per il programma nucleare dell'Iran. La conversione delle industrie nucleari civili in industrie con scopi militari sarebbe una violazione del trattato di non proliferazione, cui aderiscono 190 paesi. All'aprile 2012, c'erano trentuno paesi dotati di centrali nucleari civili, e nove di questi avevano armi nucleari. La stragrande maggioranza di questi stati ha prodotto armi prima delle centrali nucleari commerciali.
Un obiettivo fondamentale per la sicurezza globale è quello di ridurre al minimo i rischi di proliferazione nucleare associati all'espansione dell'energia nucleare. La Global Nuclear Energy Partnership era uno sforzo internazionale per creare una rete di distribuzione in cui i paesi in via di sviluppo bisognosi di energia avrebbero ricevuto combustibile nucleare a un prezzo scontato, in cambio di rinunciare allo sviluppo di un proprio programma di arricchimento dell'uranio. L'Eurodif/European Gaseous Diffusion Uranium Enrichment Consortium, con sede in Francia, è un programma che implementò con successo questo concetto, tramite il quale la Spagna e altri paesi senza impianti acquistavano una quota del combustibile prodotto nell'impianto di arricchimento controllato dalla Francia, ma senza un trasferimento di tecnologia. L'Iran è stato uno dei primi partecipanti dal 1974 e rimane un azionista di Eurodif attraverso Sofidif.
Un rapporto delle Nazioni Unite del 2009 riporta:
D'altra parte, i reattori di potenza possono anche ridurre gli arsenali di armi nucleari quando i materiali nucleari di grado militare vengono riprocessati per essere utilizzati come combustibile nelle centrali ad uso civile. Il programma Megatons to Megawatts è considerato il singolo programma di non proliferazione di maggior successo fino ad oggi. Fino al 2005, il programma aveva processato 8 miliardi di dollari di uranio arricchito di grado militare, trasformandolo in uranio a basso arricchimento adatto come combustibile nucleare per reattori a fissione commerciali, diluendolo con uranio naturale. Questo corrisponde all'eliminazione di 10.000 armi nucleari. Per circa due decenni, questo materiale ha generato quasi il 10% di tutta l'elettricità consumata negli Stati Uniti, o circa la metà di tutta l'elettricità nucleare statunitense, con un totale di circa 7000 TWh di elettricità prodotta. In totale si stima che sia costato 17 miliardi di dollari, un "affare per i contribuenti statunitensi", con la Russia che ha guadagnato 12 miliardi di dollari dall'accordo. Un profitto importante per l'industria russa del nucleare, che dopo il crollo dell'economia sovietica, aveva difficoltà a pagare il mantenimento e la messa in sicurezza dell'uranio altamente arricchito e delle testate della Federazione Russa. Il programma Megatons to Megawatts è ritenuto un grande successo dai sostenitori del disarmo nucleare, poiché è stato la maggior forza trainante dietro la notevole riduzione del numero di armi nucleari nel mondo dalla fine della guerra fredda. Tuttavia, senza un aumento dei reattori nucleari e una maggiore domanda di combustibile fissile, il costo dello smantellamento e del down blending (diluizione del combustibile) ha dissuaso la Russia dal continuare il suo disarmo. Al 2013 la Russia non sembra essere interessata ad estendere il programma.

### Altre opere
- Piero Angela e Lorenzo Pinna. La sfida del secolo. 1 ª ed. Milano, Arnoldo Mondadori Editore (collezione "Ingrandimenti"), 2006. ISBN 88-04-56071-1.
- Ugo Bardi. La fine del petrolio. 1ª ed. Roma, Editori Riuniti (collana "Saggi/scienze"), 2003. ISBN 88-359-5425-8.
- Gwyneth Cravens. Il nucleare salverà il mondo. Mondadori (collana "Strade blu"), 2008. ISBN 978-88-04-58010-2.
- G. Choppin; J.O. Liljenzin; J. Rydberg. Radiochemistry and Nuclear Chemistry. 3ª ed. (in inglese) Oxford, Butterworth-Heinemann, 2002.
- R.G. Cochran e N. Tsoulfanidis. The Nuclear Fuel Cycle: Analysis and Management. 3ª ed. (in inglese) La Grange Park, ANS, 1999.
- IAEA-OECD. Uranium 2003: Resources, Production and Demand (the Red Book). (in inglese) Bedforshire, Extensa-Turpin, 2003.
- International Energy Agency e Nuclear Energy Agency. Projected Costs of Generating Electricity. 2010 Edition. (in inglese) 2010. ISBN 978-92-64-08430-8. (presentazìone in inglese)
- International Nuclear Societies Council. Current Issues in Nuclear Energy, Radioactive Waste. (in inglese) La Grange Park, ANS, 2002.
- Cesi Ricerca, Valutazione dei costi di produzione dell'energia elettrica da fonte nucleare, 2006.
- University of Chicago, The Economic Future of Nuclear Power Plants, 2004.
- Massachusetts Institute of Technology, The Future of Nuclear Power plants - An Interdisciplinary MIT Study, 2003.
- World Nuclear Association. The Economics of Nuclear Power, 2006.
- Royal Academy of Engineering, The Costs of Generating Electricity, 2004.